# 1941-es magyar birkózóbajnokság
Az 1941-es magyar birkózóbajnokság a harmincötödik magyar bajnokság volt. A kötöttfogású és a szabadfogású bajnokságot is október 12-én és 19-én rendezték meg Budapesten, az NTE tornacsarnokában és a Fővárosi Nagycirkuszban.

## Eredmények

### Férfi kötöttfogás
| Versenyszám  | Arany                                 | Arany | Ezüst                         | Ezüst | Bronz                        | Bronz |
| ------------ | ------------------------------------- | ----- | ----------------------------- | ----- | ---------------------------- | ----- |
| Légsúly      | Tőzsér József Nagyváradi Törekvés MTE |       | Aranyi Lajos Munkás TE        |       | Zsámboki Pál Ceglédi MOVE    |       |
| Pehelysúly   | Tóth Ferenc Újpesti TE                |       | Hullai József Kecskeméti TE   |       | Tormási Károly BVSC          |       |
| Könnyűsúly   | Gál József Ceglédi MOVE               |       | Ferencz Károly BSzKRt SE      |       | Tóth Miklós WMTK Csepel      |       |
| Váltósúly    | Nagy Károly WMTK Csepel               |       | Mihályfi László Debreceni VSC |       | Sóvári Kálmán MAC            |       |
| Középsúly    | Finyák Sándor Győri AC                |       | Somorjai József BSzKRt SE     |       | Balogh Gyula WMTK Csepel     |       |
| Félnehézsúly | Kovács Gyula BVSC                     |       | Réti István Húsos SC          |       | Rajnai Gyula Postás SE       |       |
| Nehézsúly    | Riheczky János MÁVAG SK               |       | Vitális Sándor BSzKRt SE      |       | Tarányi József Debreceni VSC |       |

### Férfi szabadfogás
| Versenyszám  | Arany                    | Arany | Ezüst                        | Ezüst | Bronz                    | Bronz |
| ------------ | ------------------------ | ----- | ---------------------------- | ----- | ------------------------ | ----- |
| Légsúly      | Tóth István Újpesti TE   |       | Aranyi Lajos Munkás TE       |       | Barta Ferenc WMTK Csepel |       |
| Pehelysúly   | Tóth Ferenc Újpesti TE   |       | Vörös László BSzKRt SE       |       | Fecske Béla Munkás TE    |       |
| Könnyűsúly   | Ferencz Károly BSzKRt SE |       | Gál József Ceglédi MOVE      |       | Káli László WMTK Csepel  |       |
| Váltósúly    | Sóvári Kálmán MAC        |       | Kinizsi Rudolf BLE           |       | Nagy Károly WMTK Csepel  |       |
| Középsúly    | Balogh Gyula WMTK Csepel |       | Somorjai József BSzKRt SE    |       | Finyák Sándor Győri AC   |       |
| Félnehézsúly | Kovács Gyula BVSC        |       | Mángó Andor WMTK Csepel      |       | Réti István Húsos SC     |       |
| Nehézsúly    | Riheczky János MÁVAG SK  |       | Tarányi József Debreceni VSC |       | Bak BVSC                 |       |